# Іван Мазепа (срібна монета)
«Іва́н Мазе́па» — срібна пам'ятна монета номіналом 10 гривень, випущена Національним банком України, присвячена гетьману Лівобережної України (1687—1709), відомому суспільно-політичному діячу України, меценату освіти і мистецтва, людині нелегкої і драматичної долі — Івану Мазепі, який намагався проводити обережну, але послідовну політику, спрямовану на здобуття Україною незалежності.
Монету введено в обіг 20 лютого 2001 року. Вона належить до серії «Герої козацької доби».

## Опис монети та характеристики
| Номінал грн. | Метал            | Маса, г      | Діаметр, мм | Якість виготовлення | Гурт     | Тираж, штук |
| ------------ | ---------------- | ------------ | ----------- | ------------------- | -------- | ----------- |
| 10           | срібло 925 проби | 31,1 / 33,62 | 38,6        | пруф                | рифлений | 5 000       |

### Аверс
На аверсі монети зображена одна для всієї серії композиція, що відображає національну ідею Соборності України: з обох боків малого Державного герба України розміщені фігури архістратига Михаїла і коронованого лева — герби міст Києва та Львова. Навколо зображення розміщені стилізовані написи, розділені бароковим орнаментом: «УКРАЇНА», «10 ГРИВЕНЬ», «2001», позначення та проба металу — Ag 925 і його вага у чистоті — 31,1.

### Реверс

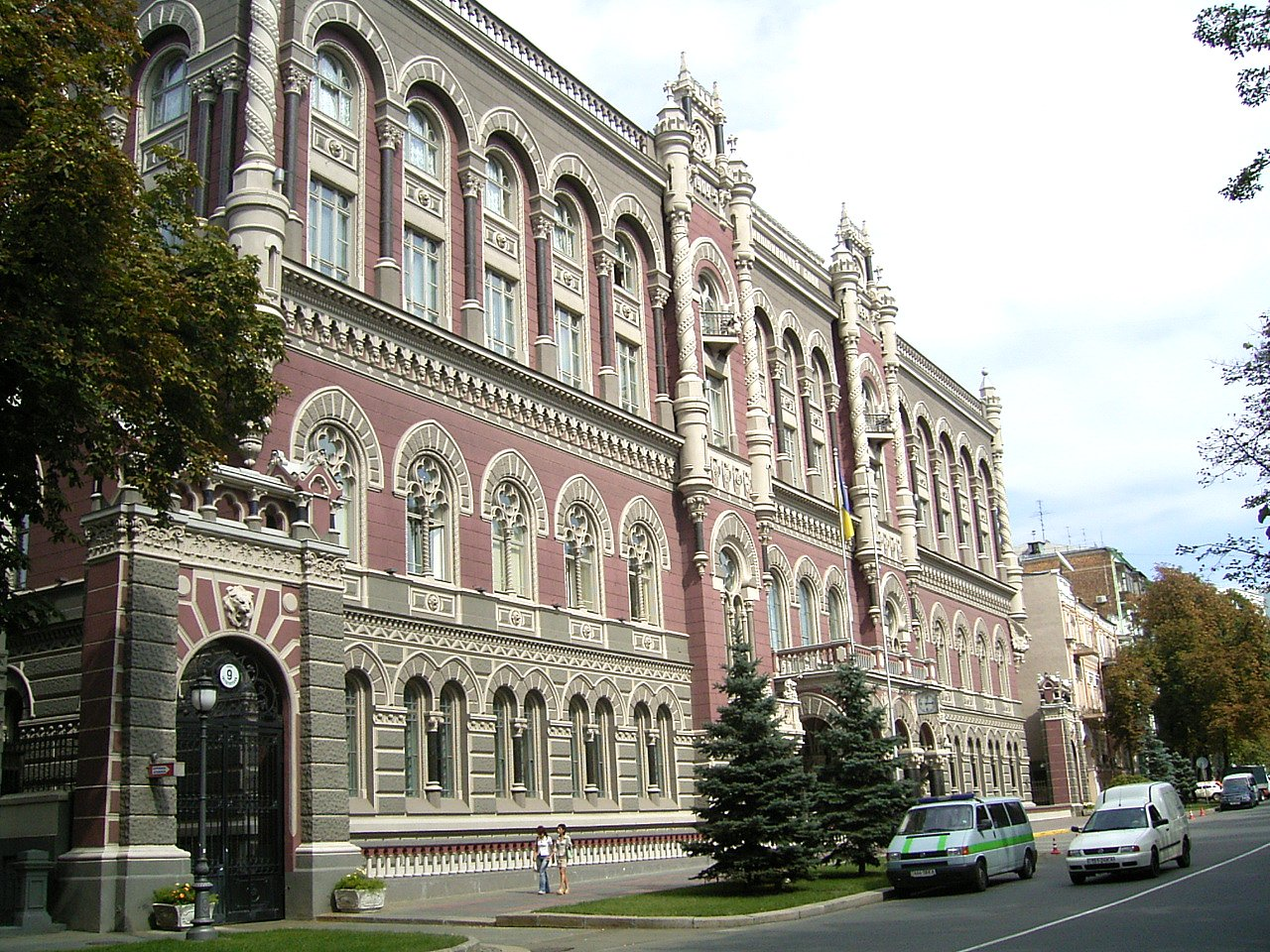
Будівля Національного банку України

На реверсі монети у колі з намистин зображено портрет гетьмана з булавою, праворуч — родовий герб, ліворуч — собор. Навколо стилізовані написи: «ІВАН МАЗЕПА» та «1644–1709».

## Автори
- Художник — Івахненко Олександр.
- Скульптор — Дем'яненко Володимир.

## Вартість монети
Ціна монети — 575 гривень була вказана на сайті Національного банку України в 2012 році.
Фактична приблизна вартість монети, з роками змінювалася так:
| Рік        | 2010 | 2011 | 2012 | 2013 | 2014 | 2015  | 2016  | 2017  | 2018  | 2019  | 2020  | 2021  | 2022  | 2023  | 2024  | 2025  |
| ---------- | ---- | ---- | ---- | ---- | ---- | ----- | ----- | ----- | ----- | ----- | ----- | ----- | ----- | ----- | ----- | ----- |
| Ціна, грн. | 800  | 800  | 800  | 800  | 650  | 1 400 | 1 450 | 1 750 | 1 200 | 1 270 | 1 350 | 1 700 | 1 800 | 2 300 | 6 700 | 6 200 |